# Tiếng Mân Tuyền Chương
Tiếng Mân Tuyền Chương (bắt nguồn từ hai thành phố Tuyền Châu và Chương Châu thuộc vùng Mân Nam ở miền đông nam tỉnh Phúc Kiến), hay còn gọi là "tiếng Đài Loan" hay "tiếng Phúc Kiến" (Hokkien), là một nhóm các phương ngôn có thể hiểu lẫn nhau của tiếng Trung Quốc Mân Nam, được sử dụng tại Đông Nam Trung Quốc, Đài Loan, Đông Nam Á, và bởi nhiều người Hoa hải ngoại. Xuất phát từ một phương ngữ tại miền Nam tỉnh Phúc Kiến, tiếng Mân Tuyền Chương có liên hệ gần với tiếng Triều Châu, dù giữa chúng khó có thể thông hiểu qua lại, và nó còn khác biệt nhiều hơn với tiếng Hải Nam. Các loại tiếng Mân khác và tiếng Khách Gia là những phương ngữ khác cũng được dùng tại Phúc Kiến, đa số chúng đều không thể thông hiểu qua lại được với tiếng Mân Tuyền Chương.
Trong lịch sử, tiếng Mân Tuyền Chương từng đóng vai trò là lingua franca trong các cộng đồng người Hoa hải ngoại tại Đông Nam Á, và ngày nay nó vẫn là phương ngữ tiếng Hán được nói phổ biến nhất trong khu vực.